# Joshua Franco
Joshua Franco est un boxeur américain né le 27 octobre 1995 à San Antonio, Texas.

## Biographie

### Carrière
Champion d'Amérique du Nord NABF des poids coqs en 2018, il devient champion du monde des poids super-mouches WBA régulier le 23 juin 2020 en battant aux points Andrew Moloney. Franco remporte le combat revanche l'année suivant puis devient champion à part entière le 11 août 2022 après la destitution de Juan Francisco Estrada pour avoir refusé de l'affronter. Le 31 décembre 2022, il fait match nul contre Kazuto Ioka, champion WBO de la catégorie, avant de perdre le combat revanche le 24 juin 2023.